# Isophya modesta
Isophya modesta är en insektsart som först beskrevs av Frivaldsky 1867.  Isophya modesta ingår i släktet Isophya och familjen vårtbitare.

## Underarter
Arten delas in i följande underarter:
- I. m. intermedia
- I. m. longicaudata
- I. m. modesta
- I. m. rossica